# James Woods (narciarz dowolny)
James Woods (ur. 19 stycznia 1992 w Sheffield) – brytyjski narciarz dowolny, specjalizujący się w slopestyle’u i half-pipie, trzykrotny medalista mistrzostw świata.

## Kariera
W zawodach Pucharu Świata zadebiutował 13 stycznia 2008 roku w Contamines, zajmując 37. miejsce w halfpipie. Pierwsze pucharowe punkty wywalczył 4 marca 2012 roku w Mammoth Mountain, gdzie był ósmy w slopestyle’u. Na podium zawodów PŚ po raz pierwszy stanął 7 września 2012 roku w Ushuai, gdzie wygrał w slopestyle’u. W zawodach tych wyprzedził Szweda Henrika Harlauta i Jonasa Hunzikera ze Szwajcarii. Najlepsze wyniki osiągnął w sezonie 2012/2013, kiedy to zajął 11. miejsce w klasyfikacji generalnej, a w klasyfikacji slopestyle’u zdobył Małą Kryształową Kulę.
Podczas rozgrywanych w 2013 roku mistrzostw świata w Voss wywalczył srebrny medal w slopestyle’u. Uplasował się tam między dwoma reprezentantami USA: Thomasem Wallischem i Nicholasem Goepperem. W tej samej konkurencji był też piąty na igrzyskach olimpijskich w Soczi w 2014 roku. Trzy lata później zdobył brązowy medal na mistrzostwach świata w Sierra Nevada, przegrywając tylko z McRae Williamsem i Gusem Kenworthym. Wystąpił także na igrzyskach w Pjongczangu w 2018 roku, gdzie był czwarty, przegrywając walkę o podium z Kanadyjczykiem Alexem Beaulieu-Marchandem. W 2019 roku, na mistrzostwach świata w Park City wywalczył złoty medal w slopestylu.
Jest wielokrotnym medalistą zawodów X-Games, rozgrywanych w amerykańskim Aspen. Podczas Winter X Games 21 zdobył złoty medal w konkurencji big air. Ponadto zdobył 3 brązowe medale: 2 w konkursach big air podczas Winter X Games 22 oraz Winter X Games 23 i 1 w slopestyle’u podczas Winter X Games 17.

## Osiągnięcia

### Igrzyska olimpijskie
| Miejsce | Dzień     | Rok  | Miejscowość | Konkurencja | Zwycięzca        |
| ------- | --------- | ---- | ----------- | ----------- | ---------------- |
| 5.      | 13 lutego | 2014 | Soczi       | Slopestyle  | Joss Christensen |
| 4.      | 18 lutego | 2018 | Pjongczang  | Slopestyle  | Øystein Bråten   |

### Mistrzostwa świata
| Miejsce | Dzień    | Rok  | Miejscowość   | Konkurencja | Zwycięzca        |
| ------- | -------- | ---- | ------------- | ----------- | ---------------- |
| 8.      | 3 lutego | 2011 | Deer Valley   | Slopestyle  | Alex Schlopy     |
| 19.     | 5 lutego | 2011 | Deer Valley   | Halfpipe    | Micheal Riddle   |
| 2.      | 9 marca  | 2013 | Voss          | Slopestyle  | Thomas Wallisch  |
| 3.      | 19 marca | 2017 | Sierra Nevada | Slopestyle  | McRae Williams   |
| 1.      | 6 lutego | 2019 | Park City     | Slopestyle  | -                |
| 4.      | 13 marca | 2021 | Aspen         | Slopestyle  | Andri Ragettli   |
| 18.     | 16 marca | 2021 | Aspen         | Bir Air     | Oliwer Magnusson |

### Puchar Świata

#### Miejsca w klasyfikacji generalnej
- sezon 2011/2012: 113.
- sezon 2012/2013: 11.
- sezon 2013/2014: 53.
- sezon 2014/2015: 113
- sezon 2015/2016: 14.
- sezon 2016/2017: 67.
- sezon 2017/2018: 25.

#### Miejsca na podium w zawodach
1. Ushuaia – 7 września 2012 (slopestyle) – 1. miejsce
2. Copper Mountain – 12 stycznia 2013 (slopestyle) – 1. miejsce
3. Cardrona – 25 sierpnia 2013 (slopestyle) – 2. miejsce
4. Cardrona – 28 sierpnia 2015 (slopestyle) – 1. miejsce
5. Québec – 12 lutego 2017 (slopestyle) – 2. miejsce
6. Cardrona – 27 sierpnia 2017 (slopestyle) – 1. miejsce
7. Seiser Alm – 16 marca 2018 (slopestyle) – 3. miejsce